# Devil's Due
Devil's Due is een Amerikaanse horrorfilm uit 2014 onder regie van Matt Bettinelli-Olpin en Tyler Gillett.

## Verhaal

### Proloog
Zach McCall bevindt zich in een verhoorkamer op een politiebureau. Hij is besmeurd met bloed en probeert zijn verhoorders uit te leggen dat hij niet heeft gedaan waar ze hem van verdenken.

### Hoofdlijn
Zach en zijn vriendin Samantha ( 'Sam' ) staan op het punt om met elkaar te trouwen. In aanloop naar het huwelijk legt hij al hun dagelijkse beslommeringen vast met een camera. De bruiloft verloopt vlekkeloos. Na het feest gaan Zach en Sam op huwelijksreis naar de Dominicaanse Republiek. Na een nare ervaring met een waarzegster daar, houden de twee een taxi aan om ze terug naar hun hotel te brengen. De chauffeur haalt ze niettemin over om in plaats daarvan naar een exclusief lokaal feest te gaan. Hij brengt ze er gratis heen en zorgt ervoor dat ze naar binnen mogen. Zach en Sam hebben het er uitstekend naar hun zin. Er is muziek, dans en prettig gezelschap en de drank vloeit rijkelijk. Wanneer ze de volgende morgen wakker worden in hun hotelkamer, herinneren ze zich weinig wat er de vorige avond allemaal is gebeurd. Dat ze buiten bewustzijn in een kamer zijn geweest en daar onderdeel waren van een occulte ceremonie, weten ze niet.
Weer thuis komt Sam erachter dat ze zwanger is, ondanks dat Zach en zij altijd voorbehoedsmiddelen gebruiken. Overdonderd, maar dolgelukkig lichten de twee hun families in. Sams familieleden zijn in werkelijkheid niet haar bloedverwanten. Ze is opgegroeid in een pleeggezin. Haar biologische familieleden zijn net na haar geboorte overleden als gevolg van een ongeluk. Zach blijft alles filmen. Zowel Sam als hij hebben weinig overgehouden aan hun jeugd om ze de mooie momenten te helpen herinneren en hij wil er zo voor zorgen dat hun kindje dat later wel heeft.
Sam en Zach bezoeken een ziekenhuis waar dokter Ludka een echografie maakt van haar buik. Alles blijkt prima te gaan met hun kindje. Gedurende haar zwangerschap, maakt Sam grote veranderingen door. Ze krijgt last van agressie, neusbloedingen en buitengewone kracht wanneer iemand haar buik aanraakt, inclusief Zach. Wanneer ze door de supermarkt loopt, krijgt ze een black-out op de vleesafdeling, waarna ze rauw vlees in haar mond begint te proppen. Tijdens een dutje op de bank, vertoont haar buik onnatuurlijke bewegingen en vervormingen. Zach en Sam krijgen daarbij het idee iemand ze in de gaten houdt. Ze betrappen verschillende mannen die naar hen en hun huis staren, maar omdraaien en weglopen wanneer ze worden opgemerkt.
Wanneer Zach en Sam opnieuw het ziekenhuis bezoeken, ontvangt dokter Dylan hen. Hij vertelt ze dat hij Ludka vervangt. Sam voelt zich hier niet prettig bij en laat weten graag te wachten tot ze weer bij Ludka terechtkunnen, maar Dylan vertelt ze dat zij niet meer terugkomt. Iemand stopt het huis van het stel vol met verborgen camera's, waarop elke kamer in beeld wordt gebracht.
Sam en Zach bezoeken een communiemis. Geestelijke Thomas krijgt een hoestbui wanneer hij vooraf met het stel komt praten. Dit gebeurt hem opnieuw wanneer hij tijdens de mis oogcontact maakt en houdt met Sam. Hij begint uit zijn neus en mond te bloeden en stort in. Sam bekijkt thuis op zijn computer de opnames die hij heeft gemaakt van de mis. Hierop ziet hij dat de taxichauffeur uit de Dominicaanse Republiek in de kerk aanwezig was. Die blijkt bovendien vaker voor te komen op opnames die hij op verschillende locaties heeft gemaakt. Ook ziet hij voor het eerst fragmenten van de occulte ceremonie die tijdens hun huwelijksreis plaatsvond en per ongeluk zijn vastgelegd. Hierbij komt een symbool voor dat bij bestudering achteraf regelmatig opduikt sinds hun terugkeer in de Verenigde Staten. Zach bezoekt Thomas in het ziekenhuis. Die legt hem uit dat het symbool in relatie staat tot een Bijbelvers dat verhaalt over de komst van de Antichrist.
Zachs onderzoek naar het symbool brengt hem naar een schijnbaar verlaten huis verderop in zijn eigen straat. Binnen blijken monitoren te staan waarop elke ruimte in zijn eigen huis te zien is, inclusief die waarin Sam zich bevindt. Hij haast zich naar huis, waar alle ruiten uit de ramen springen. Binnen heeft Sam het steeds opduikende symbool in de vloer gekrast. Ze houdt een mes tegen haar buik. Wanneer ze dat erin steekt, is er een verblindende lichtflits. Zach komt bij en ziet Sam liggen met haar buik opengesneden. Zowel zijn vrouw als hij zijn bedekt met bloed. Sam bezwijkt aan haar verwonding. De Dominicaanse taxichauffeur en dokter Dylan verschijnen in de kamer. Die laatste neemt Zach en Sams baby mee.

### Epiloog 1
Zach bevindt zich in een verhoorkamer op een politiebureau. Hij probeert zijn verhoorders er radeloos van te overtuigen wat er is gebeurd. Zijn ondervragers vertellen hem dat het huis waar hij over heeft gesproken al jaren leegstaat. Ze sporen hem aan om ze te vertellen wat er echt is gebeurd met zijn vrouw en kind.

### Epiloog 2
Een pasgetrouwd stel is op huwelijksreis in Parijs. De taxichauffeur uit de Dominicaanse Republiek maakt een praatje en biedt aan om ze mee te nemen.

## Rolverdeling
- Allison Miller - Samantha McCall
- Zach Gilford - Zach McCall
- Sam Anderson - Father Thomas
- Roger Payano - Taxichauffeur/sektelid
- Vanessa Ray - Suzie
- Bill Martin Williams - Ken
- Geraldine Singer - Sally
- Julia Denton - Natalie
- Colin Walker - Stanley
- Madison Wolfe - Brittany
- Joshua Shane Brooks - Braedon
- Aimee Carrero - Emily
- Robert Belushi - Mason
- Donna Duplantier - Dr. Ludka
- Robert Aberdeen - Dr. Dylan